# Eublemma albivena
Eublemma albivena is een vlinder van de familie van de spinneruilen (Erebidae). De wetenschappelijke naam van deze soort is voor het eerst voorgesteld als Erizada albivena door George Francis Hampson in een publicatie uit 1905.
De soort komt voor in Ethiopië, Congo-Kinshasa, Oeganda, Kenia, Tanzania, Malawi en Zuid-Afrika.